# Parpadea dos veces
Parpadea dos veces (título original en inglés: Blink Twice) es una película de comedia negra y suspense psicológico estadounidense, dirigida por Zoë Kravitz en su debut como directora, de un guion que coescribió junto a E.T. Feigenbaum. La película tiene un reparto coral conformado por Naomi Ackie, Channing Tatum, Christian Slater, Simon Rex, Adria Arjona, Kyle MacLachlan, Haley Joel Osment, Geena Davis y Alia Shawkat. 
La cinta fue filmada íntegramente en Yucatán y Quintana Roo, México. Fue estrenada en Estados Unidos el 23 de agosto de 2024 por Amazon MGM Studios.

## Argumento
Una camarera se enamora de un magnate de la tecnología y viaja con él a su isla privada, donde las cosas empiezan a ir mal. [cita requerida]

## Reparto
- Naomi Ackie como Frida
- Channing Tatum como Slater King
- Christian Slater como Vic
- Simon Rex como Cody
- Adria Arjona como Sarah
- Kyle MacLachlan
- Haley Joel Osment como Tom
- Alia Shawkat como Jess
- Geena Davis como Stacy
- Levon Thurman-Hawke
- María Elena Olivares
- Trew Mullen
- Liz Caribel
- Saul Williams
- Julian Sedgwick
- Mika Kubo
- Kerry Ardra

## Producción
Zoë Kravitz comenzó a escribir Blink Twice bajo el título provisional original Pussy Island en 2017. En junio de 2021, Kravitz reveló sus planes de debutar como directora con la película, cuyo guion coescribió con E.T. Feigenbaum. Channing Tatum firmó para protagonizar la película, y MGM se hizo con los derechos de distribución, ya que Naomi Ackie fue elegida para el papel de Frida, la protagonista de la película. En mayo de 2022, Simon Rex se unió al reparto. En julio, Christian Slater, Alia Shawkat, Geena Davis, Adria Arjona, Haley Joel Osment y Kyle MacLachlan se añadieron adicionalmente al reparto de la película.
El rodaje comenzó el 23 de junio de 2022, con producción en Yucatán y Quintana Roo,  México.

## Estreno
Blink Twice se estrenó en Estados Unidos por Amazon MGM Studios el 23 de agosto de 2024, mientras que Warner Bros. Pictures estrenó la película a nivel internacional, a partir del 21 de agosto de 2024.